# Chaenorhinum granatense
Chaenorhinum granatense är en grobladsväxtart som först beskrevs av Heinrich Moritz Willkomm, och fick sitt nu gällande namn av J. Holub. Chaenorhinum granatense ingår i släktet småsporrar, och familjen grobladsväxter. Inga underarter finns listade i Catalogue of Life.